# Ilha do Sol
A Ilha do Sol localiza-se no interior da Baía de Guanabara, sendo pertencente ao município de São Gonçalo, no Estado do Rio de Janeiro.
Originalmente conhecida como Ilha de Tapuamas de Dentro, tornou-se famosa em meados do século XX, por ser o local onde a dançarina Luz del Fuego implantou um clube de Naturismo, rebatizando a ilha com o seu atual nome.

## O Clube Naturista Brasileiro
Em 1954, Luz del Fuego (nome artístico de Dora Vivacqua), que obtivera sucesso dançando sensualmente com uma serpente enrolada em seu corpo nu, fundou o Clube Naturista Brasileiro, estabelecendo a primeira área para a prática de Naturismo no país. Para esse fim, escolheu uma das ilhas interiores na baía de Guanabara, próximo à Praia do Gradim, em São Gonçalo, que rebatizou como Ilha do Sol. Inicialmente, o clube era registrado na Federação Internacional Naturalista da Alemanha. Em seu ápice o clube teve 240 sócios pagantes.
O local era frequentado por políticos, militares de alta patente, milionários, cineastras e turistas. Várias personalidades do cinema de Hollywood estiveram na ilha à época, como Errol Flynn, Lana Turner, Ava Gardner, Tyrone Power, Cesar Romero, Glenn Ford, Brigitte Bardot e Steve MacQueen. Porém, mesmo estrelas do porte de Jayne Mansfield foram barradas no pier por não quererem se despir.
A nudez total era obrigatória na Ilha do Sol. Ninguém, nem mesmo autoridades e personalidades, podia entrar na ilha sem deixar toda e qualquer peça de roupas ainda no píer.
À época, os bailes de Carnaval na ilha tornaram-se famosos, causando grande polêmica na imprensa e na sociedade conservadoras de então.
Em 1955 a Federação Internacional de Naturismo (INF-FNI) reconheceu oficialmente o surgimento do movimento naturista no Brasil, relacionando a Ilha do Sol e o Clube Naturista Brasileiro como um de seus afiliados.